# 人里亜矢可
人里 亜矢可（ひとさと あやか、旧名：床 亜矢可〈とこ あやか〉、1994年8月22日 - ）は、日本の女子アイスホッケー選手。ポジションはディフェンス。スベンスカ・ダムホッケーリーガンのリンシェーピングHCに所属。
アイスホッケー女子日本代表として冬季オリンピック3大会（2014年ソチ、2018年平昌、2022年北京）に出場している。

## 来歴
東京都東村山市生まれ、北海道釧路市育ち。4歳の時にスケートを始め、小学生の時にアイスホッケーを始める。
中学からは地元のアイスホッケーチーム・Daishinに入団。背番号は父の現役時代と同じ29。中学3年生時にU18日本代表に選出され、釧路江南高校進学後、2010年の女子アイスホッケーU18世界選手権に出場したが、同年秋にバセドウ病罹患が判明する。
2011年にU18世界選手権には出場した後、2014年のソチオリンピックに間に合わせるために2012年4月に手術を行った。その後も治療を行ったため、2012年1月開催で自身が出場できる最後のU18世界選手権には出場できなかった。
2012年10月開幕の第1回女子日本アイスホッケーリーグにはDaishinで出場。日本代表にも選出され、2013年2月にスロバキアのポプラトで行われたソチオリンピック最終予選に出場し、4大会ぶりの予選突破に貢献した。
2013年4月、法政大学スポーツ健康科学部健康学科に入学したのを機にSEIBUプリンセス ラビッツに移籍する。同月、ノルウェーのスタバンゲルで行われた女子アイスホッケー世界選手権ディビジョン1グループAに出場し、優勝とトップディビジョン復帰に貢献、大会のベストDFに選出された。
2017年3月に大学を卒業後、JOCトップアスリ−ト就職支援ナビゲ−ション「アスナビ」を通じ全日本空輸ANAに入社。
2018年2月に韓国の平昌で開催された平昌オリンピックの日本代表に選出され、2大会連続2度目の選出を果たした。
2021-22年シーズンは2022年2月に中国の北京で開催された北京オリンピックの日本代表に選出され、3大会連続3度目の選出を果たした。オフにラビッツを退団。
2022-23年シーズンからスウェーデンのスベンスカ・ダムホッケーリーガンのリンシェーピングHCでプレー。

## 人物
実父は元日本代表の床泰則、母はテニスのインストラクターでスポーツ一家に生まれた。
実妹の床秦留可も2018年の平昌オリンピック日本代表、実弟の床勇大可もU-20日本代表選手というアイスホッケー一家である。
2022年6月6日にプロアイスホッケー選手の人里茂樹と結婚し、人里亜矢可となったことを発表。

## 詳細情報

### 代表歴
- U18世界選手権（2010、2011）
- ソチオリンピック最終予選
- 女子アイスホッケー世界選手権（2013）
- 2014年オリンピック女子アイスホッケー日本代表
- 2018年オリンピック女子アイスホッケー日本代表
- 2022年オリンピック女子アイスホッケー日本代表